# 邵䶵
邵䶵（生卒年不詳），《至順鎮江志》記作邵篪，字仲恭，丹陽人，北宋官員、書法家和造紙匠。其相傳於朝會時在皇宮大殿當眾放屁觸怒皇帝，因此被貶官而使後世所知悉。

## 生平
邵䶵為北宋大臣邵亢之子，有兄弟邵壎，為北宋大臣呂公著之二女婿，與詞人秦觀有交往，秦觀一詩《聞雁懷邵仲恭》提及邵䶵。其於熙寧六年（1073年）登第丙科進士，丁父憂過後宋神宗親自提拔他為提舉開封府界常平，歷任司農寺丞、承議郎、開封府推官、都官郎中、駕部郎中權知鄭州、金部郎中權知同州、京東轉運副使兼措置河北糴使、左朝奉郎、戶部郎中、陝西路轉運副使知鄧州、顯謨閣待制知瀛州、龍圖學士知越州、直龍圖閣知秦州、秦鳯路經畧安撫使、直龍圖閣知蘇州。邵䶵因在陳世儒案中與呂公著的關係而受累，於元豐元年（1078年8月）與呂公著一同被逮捕，後被釋放歸家。
邵䶵陝西就任時，宋朝在鄜延路、環慶路二路用兵，因屯戌過多而財困，漸入險境。眾多官員因害怕而不願在此地就職，或不能勝任而離開，唯有邵䶵能長期坐鎮當地而不出亂子。其時呂惠卿為西帥，率軍西進杏子坪及米脂，皆由邵䶵主持糧餉事宜。西師來米脂縣城時，縣城謠傳西師是敗退而歸，縣城人人皆驚，只有邵䶵凝坐不動，後眾人續漸安下心來。呂惠卿深感其恩德，將邵䶵調駐鄧州。
宋徽宗即位後，邵䶵任直龍圖閣知秦州兼秦鳯路經畧安撫使，有議論說涇原路、熙河路已在要害地方築城，秦鳳路大可罷帥府省卻守衛。邵䶵認為秦鳳路為宋的西陲，涇原路與熙河路之間相去各數百里，其間沒有堅固的城池，又無山溪阻止，如有不軌之徒聽說他撤去防備，入侵此地，孤城又如何抵禦？若不軌之徒得逞，咸陽鎬京之間的地區必會受擾。邵䶵知道說得太遲，不怎樣來得及，仍為之上書三次，其他人都佩服他的遠慮，擔心涇原路會有危險，朝廷決定率軍赴援，但西陲連年戰爭，當地軍力已減少了十之七八，邵䶵認為全數軍力援救涇原路也會有危險。邵䶵自言長年出鎮陝西，凡山川之險易，外族與漢人之虛實，金錢和糧食的盈虧都是習慣見了，所以他議論的措置都是非常實在的。其後邵䶵任顯謨閣待制瀛州，原本朝廷有意讓其升任侍從，但他作為吕公著之婿，被視為元祐黨人，遂改作直龍圖閣知蘇州，後邵䶵卒於任上。

## 書法成就
邵䶵以書畫見稱，其受教於蔡京學沈傳師的書法，後成名家。其字被評為字體工正清勁，但秀有餘而老不足。其作品有《邵仲恭到京帖》、《游師雄墓誌銘》等。南宗大臣岳珂亦是邵䶵書法作品的愛好者，其有作《邵仲恭展晤省見二帖贊》來賞析邵䶵的書法作品。現有存世行草書法作品《尺牘》紙本，存於國立故宮博物院。
邵䶵的侄孫邵篪言北宋名紙邵公紙，是為邵䶵所製。

## 傳說
《桐江詩話》記載元佑年間，有仕人王景亮與仕族不成器的子弟組成結社，純粹嘲誚士大夫來起不雅外號，故結社外號叫「豬嘴關」。呂惠卿察訪京東之時，社人見呂惠卿清瘦，說話之際喜以雙手指畫，為呂惠卿起了外號「說法馬留」，並湊上七字：「說法馬留為察訪」，社人無人能對下句。一日邵篪（《桐江詩話》記作邵篪，「䶵」為「篪」的異體字，邵䶵的侄孫亦名邵篪）因朝會時在皇宮大殿放屁出醜，被貶去東平，而邵篪高鼻鬈髯，貌若獅子，社人為邵篪起了外號「湊氛獅子」，乃賦「說法馬留為察訪，湊氛獅子作知州。」呂惠卿知道此事後勃然大怒，找了個理由抓了王景亮一行，結社也因此解散。
邵篪在皇宮大殿放屁之事直到明朝還有人記得，明朝大臣趙南星在著作《笑贊》中感嘆，邵篪流傳下來的風流韻事，無人知道，唯在皇宮大殿放屁之事，至今仍傳，要不然，差一點與草木同腐了。